# (798) Руфь
(798) Руфь (ивр. רות‎) — небольшой астероид главного пояса, который  принадлежит к спектральному классу M и входит в состав семейства Эос. Он был открыт 21 ноября 1914 года немецким астрономом Максом Вольфом в обсерватории Хайдельберг-Кёнигштуль в Германии и возможно назван в честь Руфи — героини книги Ветхого Завета Библии — книги Руфи.

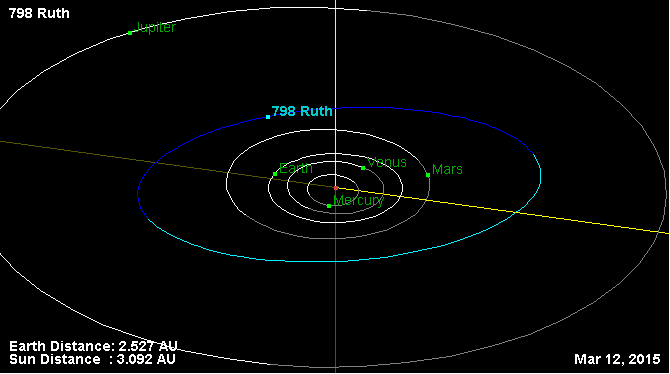
Орбита астероида Руфь и его положение в Солнечной системе